# مايهام (فرقة)
مايهام (بالإنجليزية: Mayhem) هي فرقة بلاك ميتال نرويجية تشكلت في لانغوس عام 1984. كانوا أحد مؤسسي مشهد البلاك ميتال النرويجي وقد أثرت موسيقاهم بشدة على البلاك ميتال. كانت مهنة Mayhem المبكرة مثيرة للجدل إلى حد كبير، ويرجع ذلك أساسًا إلى عروضهم الحية سيئة السمعة، وانتحار المطرب Per Yngve Ohlin ("الميت") عام 1991، ومقتل عازف الجيتار Øystein Aarseth ("Euronymous") على يد العضو السابق Varg Vikernes ("Count Grishnackh") ") من برزم.
أصدرت المجموعة عرضًا تجريبيًا و EP كانا مؤثرين للغاية، وجمعت متابعين مخلصين من خلال العروض الحية المتفرقة والسيئة السمعة، مما جذب مزيدًا من الاهتمام من خلال علاقاتهم بسلسلة حرق الكنيسة النرويجية وحوادث العنف المحيطة بهم. تم حل الفوضى بعد مقتل Aarseth ، قبل وقت قصير من إصدار ألبومهم الأول، De Mysteriis Dom Sathanas، الذي يُعتبر ألبوم بلاك ميتال كلاسيكي. الأعضاء السابقون الباقون على قيد الحياة Jan Axel Blomberg ("Hellhammer") و Jørn Stubberud ("Necrobutcher") و Sven Erik Kristiansen ("المهووس") تم إصلاحهم في العام التالي مع Rune Eriksen ("Blasphemer") ليحل محل Aarseth. ومنذ ذلك الحين حل أتيلا شيهار ومورتن إيفرسن ("تيلوش") محل كريستيانسن وإريكسن على التوالي. تتميز مواد ما بعد Aarseth الخاصة بهم بزيادة التجارب. حصل ألبوم Ordo Ad Chao لعام 2007 على جائزة Spellemann لأفضل ألبوم هيفي ميتال.

## وصلات خارجية
- مايهام على موقع IMDb (الإنجليزية)
- مايهام على موقع ميوزك برينز (الإنجليزية)
- مايهام على موقع أول ميوزيك (الإنجليزية)
- مايهام على موقع ديسكوغز (الإنجليزية)